# Juliette Capulet
Juliette Capulet (Juliet Capulet dans la version anglaise d'origine) est un des personnages titres de la tragédie Roméo et Juliette de William Shakespeare, l’autre protagoniste étant Roméo. Elle est la fille de 13 ans (14 ans dans 2 semaines) de Capulet, chef de la maison Capulet à Vérone. Le personnage a une longue histoire qui précède celle de Shakespeare.

## Relations

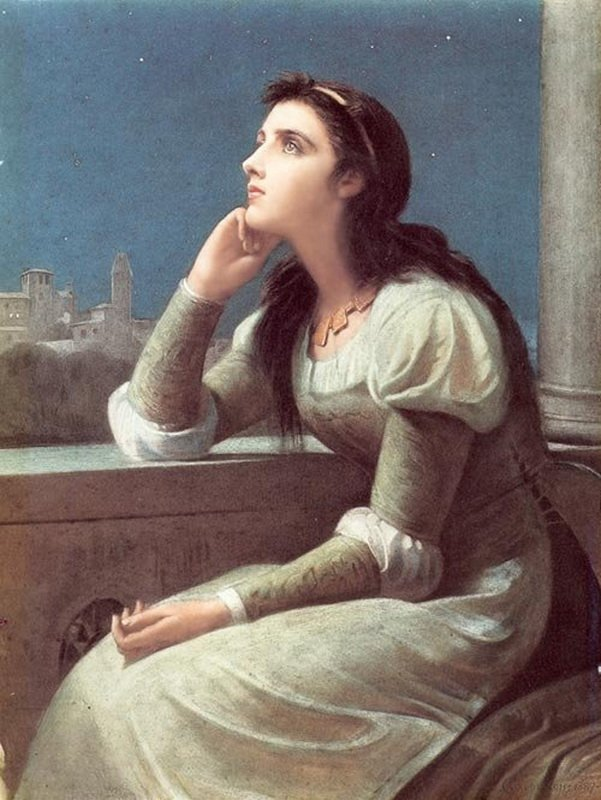
Juliette par Philip H. Calderon

La pièce se passe sur une période de quatre jours. Durant ce laps de temps, Juliette, qui approche les quatorze ans, est propulsée dans l'âge adulte où elle doit gérer des problèmes liés à la vie, l'amour, la passion et même la mort. Dans la pièce, elle est courtisée par un époux potentiel, le Comte Paris, tombe amoureuse de Roméo et se marie en secret avec lui, est confrontée à la mort de son cousin Tybalt, a une brève nuit de passion avec son nouveau mari avant qu'il ne soit forcé de quitter la ville, est menacée par son père et presque désavouée par ses deux parents pour son refus de se marier avec l'homme qu'ils ont choisi pour elle, sa nourrice ne la soutient plus, Juliette passe presque deux jours endormie par un médicament, devient veuve pour finalement se suicider près du corps de son mari.
La Juliette de Shakespeare est un personnage intelligent et obstiné malgré son jeune âge, bien qu’elle paraisse souvent timide pour le public justement à cause de sa jeunesse. Elle est pour beaucoup le vrai héros de la pièce, agissant comme une caisse de résonance et un point d’équilibre face au caractère impulsif de Roméo. C'est Juliette qui place les limites dans sa relation avec Roméo : elle l'autorise à l’embrasser et c'est elle qui lui propose le mariage. Le pardon de Juliette après que Roméo a tué Tybalt montre sa maturité qui contraste avec l’impulsivité passionnée de Roméo. De plus Juliette ment et va à l'encontre des vœux de sa famille, une vraie rébellion contre la société traditionnelle italienne. Ces actions et les choix qu'elles demandent font de Juliette un personnage bien plus complexe que ce que pensent sa famille ou même Roméo.

## Dans la Vérone moderne

### Casa di Giulietta

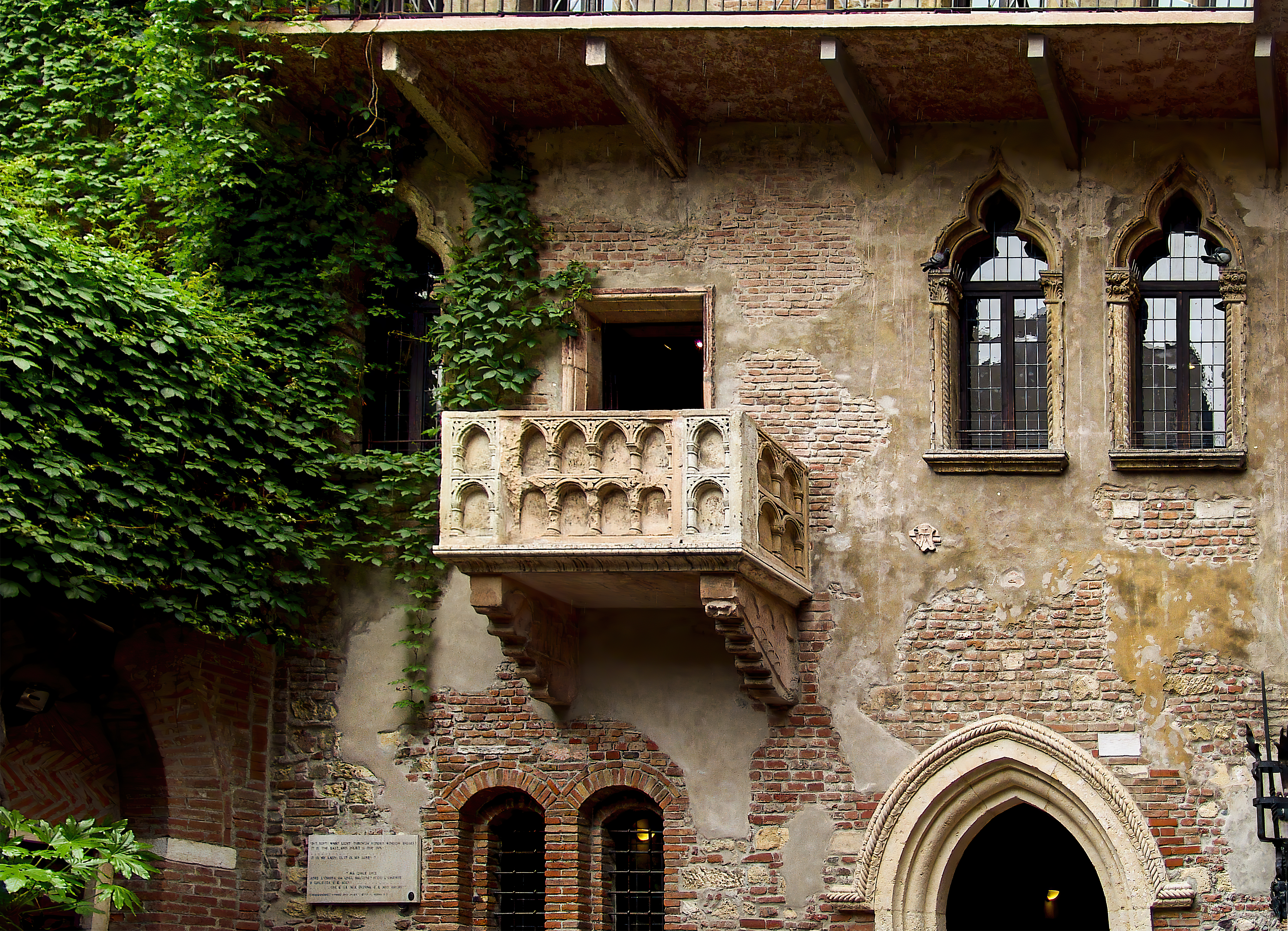
Le soi-disant balcon de Juliette à Vérone. Des lettres d'amours sont visibles sur le mur.

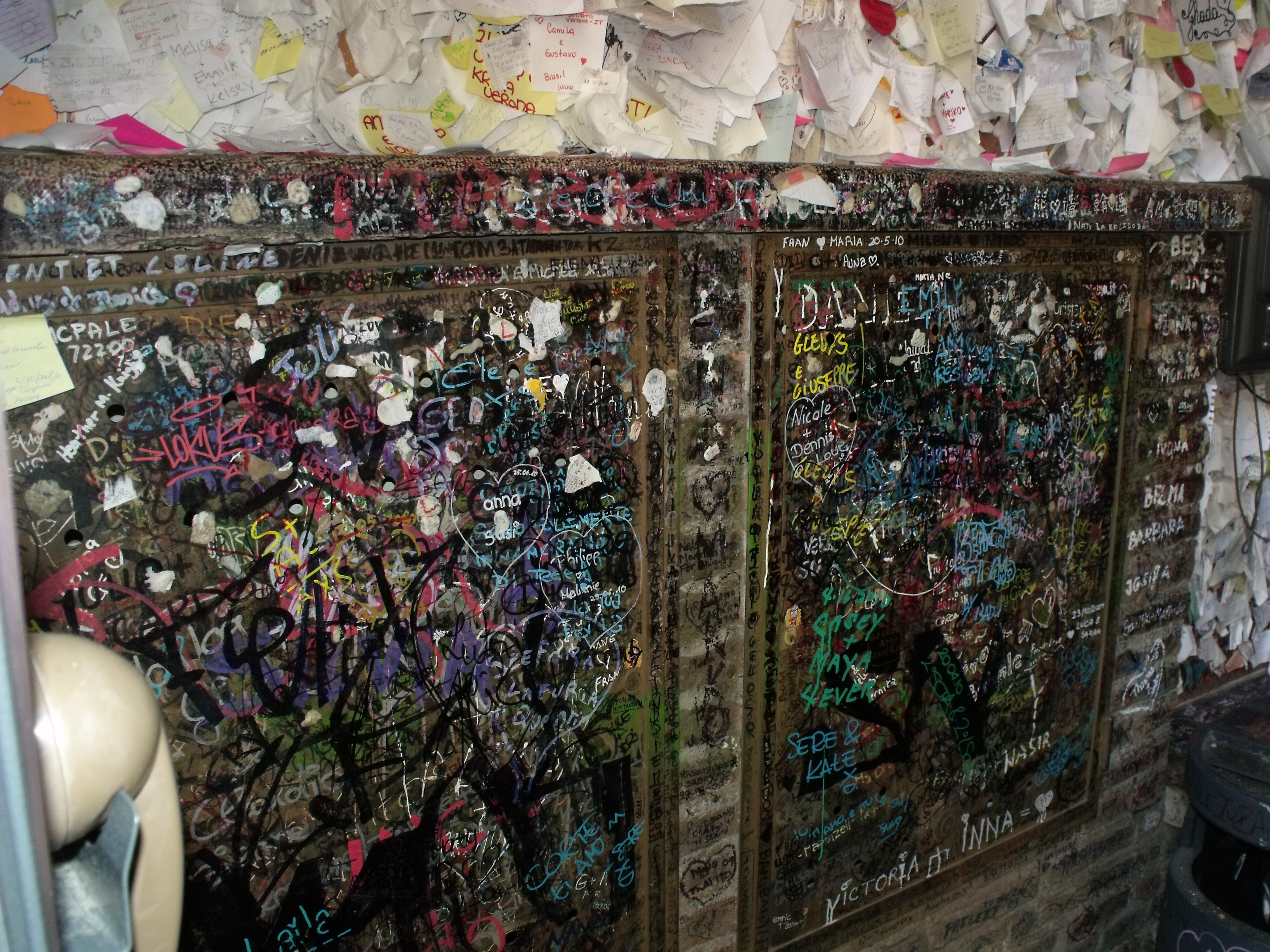
Lettres d'amour et graffitis sur le mur de Juliette

À Vérone, une maison, soi-disant celle des Capulet, est devenue une attraction touristique. Elle a un balcon, une petite cour et une statue en bronze de Juliette. C'est un des sites les plus visités de la ville. Le métal de la poitrine de la statue est usée car une légende affirme que toucher son sein droit porte chance.
Beaucoup de personnes écrivent leur nom ou celui de leur être aimé sur un des murs de la maison connu comme le mur de Juliette. Après une restauration et un nettoyage du bâtiment en 2019 , il a été décidé que les inscriptions se feraient sur des panneaux ou sur des papiers blancs placés devant le mur.
C'est aussi une tradition de placer des lettres d'amour sur les murs (par milliers chaque année).

### Club di Giulietta
Depuis les années 1930, des lettres adressées à Juliette arrivent régulièrement à Vérone. En 2010, plus de 5000 lettres ont été reçues dans l’année, plus des trois-quarts écrites par des femmes, en majorité des adolescentes américaines. Les lettres sont lues et une réponse est faite par des volontaires locaux organisés depuis les années 1980 dans le Club di Giulietta qui est financé par la ville de Vérone. Le club a été le sujet d'un livre de Lise et Ceil Friedman, en 2008 d'un livre de Suzzane Harper et en 2010 d'un film américain intitulé Lettres à Juliette.

## Interprètes
Un grand nombre d'actrices connues ont jouée le rôle de Juliette :
- Mary Saunderson (en) est la première femme à jouer professionnellement le rôle. Les acteurs précédents étaient tous des hommes[7].
- Eliza O'Neill (en) est devenu célèbre avec Juliette au Covent Garden en 1814.
- Gwen Ffrangcon-Davies avec John Gielgud, célèbre acteur skakespearien, dans le personnage de Roméo en 1924[8].
- Katharine Cornell a eu un succès notable à Broadway avec Juliette en 1934, Basil Rathbone jouant Roméo. L'année suivante elle fait face à Maurice Evans en Romeo et Ralph Richardson en Mercutio.
- Peggy Ashcroft est une des plus grandes Juliette, en particulier dans la production de 1935 à Londres dirigée par John Gielgud, dans laquelle Gielgud et Laurence Olivier alternent les rôles de Roméo et de Mercutio.
- Norma Shearer dans le film Roméo et Juliette de George Cukor (1936). Leslie Howard est son Roméo.
- Judi Dench a un grand succès en Juliette en 1960 dans la production londonienne de Franco Zeffirelli.
- Le film musical de 1961 West Side Story met en vedette Natalie Wood dans le rôle de Maria, l'analogue de Juliette. Quelque soixante ans plus tard, Rachel Zegler reprend le rôle dans la nouvelle adaptation de la pièce de Broadway réalisée par Steven Spielberg.
- Olivia Hussey interprète Juliette dans le film de 1968 de Zeffirelli, Roméo et Juliette ; Leonard Whiting joue Roméo.
- Niamh Cusack (en) interprète Juliette en 1986 avec la Royal Shakespeare Company. Sean Bean est son Roméo.
- Claire Danes est Juliette en  1996 dans la version moderne Roméo + Juliette de Baz Luhrmann avec Leonardo DiCaprio en Roméo.
- Cécilia Cara interprète Juliette dans la comédie musicale française à succès Roméo et Juliette, de la haine à l'amour sortie en 2001.
- Hailee Steinfeld interprète le personnage dans Roméo et Juliette (2013) de Carlo Carlei avec Douglas Booth dans le rôle de Roméo.
- Cyprien Iov incarne Juliette en 2019 dans la parodie de la pièce par les vidéastes McFly & Carlito[9].
- Marianne Fortier ( production Québécoise joué principalement au théâtre du rideau vert )
- Joy Esther interprète Juliette dans la comédie musicale française Roméo et Juliette, les enfants de Vérone à partir de 2007

### Dessins animés
- Dans Romeo and Juliet: Sealed with a Kiss, Juliette est interprétée par une otarie, la voix est doublée par Patricia Trippett.
- Fumie Mizusawa (en) donne sa voix à Juliette dans l'adaptation héroïque-fantaisie Romeo x Juliet des studios d'animation japonais GONZO.
- Dans Gnomeo et Juliette, Juliette est interprétée par Emily Blunt en version originale et Célia Carpentier